# Розсудок
Розсудок — початковий рівень мислення, де оперування абстракціями відбувається в межах певної незмінної, наперед заданої схеми. Забезпечує оперування поняттями за певним наперед заданим алгоритмом без усвідомлення їхньої природи.
Функція глузду — класифікувати факти, робити логічні розумові висновки, систематизувати знання за суворими правилами і схемами.
Протиставляється розуму — вищій формі теоретичного осягнення дійсності.